# Pebatjma
Pebatjma vagy Pebatma a núbiai Kusita Királyság királynéja volt, Kasta király felesége; valószínűleg Piye kusita királynak és egyiptomi fáraónak, a XXV. dinasztia alapítójának anyja. Lánya, I. Amenirdisz papnő sztéléjén említik, amely ma a kairói Egyiptomi Múzeumban található (42198), valamint egy abüdoszi ajtókereten is szerepel a neve.

## Családja
Pebatjma férje Kasta király volt, gyermekei:
- Piye fáraó – valószínűleg Kasta fia, így anyja lehetséges, hogy Pebatjma volt.
- Sabaka fáraó – Amenirdisz testvéreként említik, így Kasta és Pebatjma fia.[1][2]
- I. Amenirdisz, Ámon isteni felesége – egy szobra említi, hogy Kasta és Pebatjma lánya.
- Hensza királyné – Piye felesége, valószínűleg Kasta[1] és talán Pebatjma lánya.[2]
- Pekszater (vagy Pekareszlo) királyné – Piye felesége, Abüdoszban temették el. Pebatjmát említik a sírjában.[4] Laming és Macadam szerint Pebatjma örökbe fogadott lánya.[3]
- Noferukakasta – Valószínűleg Kasta lánya[1] és talán Pebatjmáé is.[2]

## Feltételezett azonossága Paabtamerrel
Lehetséges, bár nem biztos, hogy Pebatjma azonos azzal a Paabtamer (Pa-abt-ta-mer) nevű királyi hölggyel, aki egy abüdoszi sztéléről ismert. A sztélét egy Pakattereru (Pegattereru, Pekatror) nevű tábornok állította, aki beszámol arról, hogy Ozirisz hívta el Núbiából húszéves korában,  hogy eltemesse anyját, Paabtamert, akinek beceneve Meresz-Nip („Napata kedveltje” vagy „aki szereti Napatát”). Paabtamer címei szerint „a király leánya”, „a király testvére”, „Ámon imádójának anyja” és „Ámon énekesnője”. Egy feltételezés szerint a Paabtamer név Pebatjma nevének egyiptomi változata. Paabtamer viszont Pebatjma címeitől kissé eltérő címeket visel, emellett hercegnői címe is problémás, mert nem tudni, melyik király lehetett volna az apja. Pakattereru tábornokot nem említik király fiaként. Lehet, hogy Paabtamer Piye vagy Taharka egy eddig nem ismert felesége, és II. Sepenupet vagy II. Amenirdisz papnő anyja. Abüdoszban temették el, a D9 sírba, egy sztéléje ma Oxfordban található.

## Fordítás
- Ez a szócikk részben vagy egészben  a   Pebatjma című angol Wikipédia-szócikk ezen változatának fordításán alapul.  Az eredeti cikk szerkesztőit annak laptörténete sorolja fel. Ez a jelzés csupán a megfogalmazás eredetét és a szerzői jogokat jelzi, nem szolgál a cikkben szereplő információk forrásmegjelöléseként.